# بهاودهار
بهاودهار (به لاتین: Bhaudhar) یک روستا در بنگلادش است که در استان باریسال و در ناحیه باریسال واقع شده است.